# Hieracium sudeticum
Hieracium sudeticum — вид рослин із родини айстрових (Asteraceae).

## Середовище проживання
Зростає у Європі (Польща, Чехія, Румунія, Україна).